# Paul-Marie Lapointe
Pour les articles homonymes, voir Lapointe.
Paul-Marie Lapointe, né Joseph Auguste Julien Philippe Paul-Marie Lapointe (Saint-Félicien, 22 septembre 1929 - Montréal, 16 août 2011 ,) est un écrivain québécois, poète et journaliste.
Le fonds d’archives Paul-Marie Lapointe est conservé au centre d’archives de Montréal de Bibliothèque et Archives nationales du Québec.

## Biographie
Il fait ses études au Séminaire de Chicoutimi, puis à Montréal, au Collège Saint-Laurent, avant d'entrer à l'École des beaux-arts de Montréal en 1947.
En 1948, l'année même où Paul-Émile Borduas et ses amis déposent leur manifeste, intitulé Refus global, il publie Le Vierge incendié, « un recueil pénétrant et violemment surréaliste », grâce à l'intervention de Claude Gauvreau, qui avait pris connaissance du manuscrit, aux Éditions Mithra-Mythe, où venait de paraître le manifeste Refus global. — Ce recueil « restera longtemps peu lu avant de devenir l'une des sources principales de la nouvelle poésie, après 1970 ».
Il est l'un des membres fondateurs de la revue Liberté, en 1959.
Il est journaliste dans plusieurs organes de presse à Québec et à Montréal : pour L'Événement (de 1950 à 1954), pour La Presse (de 1954 à 1960); il participe avec Jean-Louis Gagnon à la fondation de l'éphémère Nouveau Journal, en 1961, où il assume la direction de l'information en 1963, puis il est rédacteur en chef du magazine MacLean (de 1963 à 1968).
Il entre à Radio-Canada en 1969, d'abord comme rédacteur en chef des émissions d'affaires publiques et des actualités, puis directeur de l'information à la radio et, enfin, directeur des programmes et vice-président de la radio de langue française, jusqu'à sa retraite, en 1991.
En 1987, Paul-Marie Lapointe entre dans la prestigieuse collection « Poètes d'aujourd'hui », chez Seghers.

## Œuvres
- Paul-Marie Lapointe (ill. en couverture : reproduction lithographique d'un dessin de Pierre Gauvreau), Le Vierge incendié, Saint-Hilaire, Mithra-Mythe, coll. « Poèmes », 1948, 20 cm, 106 f. (lire en ligne)
  - Paul-Marie Lapointe (préf. Pierre Nepveu), Le Vierge incendié, Montréal, Éditions Typo, 1998, 192 p., 17.7 X 10.6 cm (ISBN 2-89295-154-2 et 9782892951547, présentation en ligne)Suivi de Nuit du 15 au 26 novembre 1948.
- (en) Paul-Marie Lapointe (trad. Jean Beaupré et Gael Turnbull — Édition bilingue), Six Poems, Toronto, Contact Press, coll. « A Mimeograph », 1955.
- Paul-Marie Lapointe, Choix de poèmes : Arbres, Montréal, Éditions de l'Hexagone, coll. « Les Matinaux » (no 12), 1960, 20 cm, [35] p.
  - Paul-Marie Lapointe (ill. cinq sérigraphie de Roland Giguère), Arbres, Montréal, Éditions Erta, 1978, 40 cm x 29 cm; [23] p.; [5] f. de planches : ill. en coul.Édition de luxe, tirage limité à 77 exemplaires signés par l'auteur et l'illustrateur.
- Paul-Marie Lapointe, Pour les âmes : Poèmes, Montréal, Éditions de l'Hexagone, 1966, 71 p., 19 cm
  - Paul-Marie Lapointe (préf. Robert Melançon), Pour les âmes, précédé de Choix de poèmes : Arbres, Montréal, Éditions Typo (no 77), 1993, 118 p., 18 cm (ISBN 2-89295-089-9)
  - (de) 3 poèmes, trad. Hans Thill: [Ohne Titel]; Die fallende Zeit; wir wohnen unter dem donner, en: Anders schreibendes Amerika. Literatur aus Québec. dir. Lothar Baier, Pierre Filion. Das Wunderhorn, Heidelberg 2000, pp 163 – 172
- Paul-Marie Lapointe, Le Réel absolu : poèmes 1948-1965, Montréal, Éditions de l'Hexagone (1re éd. 1971), 270 p., 19 cm (ISBN 978-2-89006-098-2)Paul-Marie Lapointe reçoit le prix du Gouverneur général 1971 (transmis le 29 février 1972), pour ce recueil[8].
- Paul-Marie Lapointe, Tableaux de l'amoureuse, suivi de Une, unique; Art égyptien; Voyage & Autres poèmes, Montréal, Éditions de l'Hexagone (1re éd. 1974), 101 p., 19 cm (ISBN 978-2-89006-106-4)
- Paul-Marie Lapointe (ill. lithographies de Gisèle Verreault), Bouche rouge, Outremont, L'Obsidienne, 1976, 16 cm, [18] f.; [14 ] f. de planches : ill.Édition de luxe, tirage limité à 100 exemplaires signés par l'auteur et l'artiste.
- (en) Paul-Marie Lapointe (trad. D. G. Jones, préf. D. G. Jones), The Terror of the Snows : Selected Poems, Pittsburgh (Pennsylvanie, États-Unis), University of Pittsburgh Press, coll. « Pitt Poetry Series », 1976 (ISBN 0-8229-5274-2).
- Paul-Marie Lapointe (ill. Betty Goodwin), Tombeau de René Crevel, Outremont, L'Obsidienne, 1979, 93 p., 28 cm, [1] f. de pl. : ill. (ISBN 2-920118-01-3)Édition de luxe, en cahiers dans un emboîtage; tirage limité à 300 exemplaires : 27 exemplaires illustrés de 7 gravures originales de Betty Goodwin, numérotés à la main et signés par l'auteur et l'artiste, et 273 exemplaires comportant le texte de l'ouvrage et un dessin de l'artiste et signés par l'auteur.
- Paul-Marie Lapointe, Écritures, vol. 1 et 2, Éditions de l'Hexagone, 1980 (1re éd. 1980, Outremont, L'Obsidienne), 836 p. (ISBN 978-2-920118-00-3, 9785890060105 et 2-920118-00-5)Première édition de ce recueil « écRituRes » : tirage de 1000 exemplaires, en 2 volumes, dans un coffret illustré par Gisèle Verrault. L'édition de luxe comprend 9 encres en couleurs ([4] f. de planches dépl. dans le t. 1, et [5] dans le t. 2) de Gisèle Verreault et les pages de garde de ces exemplaires - reliées toile par Vianney Bélanger - sont ornées de 4 encres de l'artiste. Une autre édition de luxe comprend seulement la reliure toile et les encres aux pages de garde — Édition de luxe limitée à 50 exemplaires et édition de luxe illustrée de 9 encres en supplément, limitée à 40 exemplaires, tous signés par l'auteur et l'artiste. Édition courante : 900 exemplaires.
- (en) Paul-Marie Lapointe (trad. D. G. Jones), The 5th Season, Toronto, Exile Editions, 1985, 97 p., 23 cm, xiv, 97 p. (ISBN 0-920428-87-8, lire en ligne).
- Paul-Marie Lapointe, Le Sacre : Libro libre para tabarnacos libres. Jeux et autres écritures, Montréal, Éditions de l'Hexagone, coll. « Poésie », 1998 (ISBN 2-89006-585-5 et 9782890065857).
- Paul-Marie Lapointe, Espèces fragiles, Montréal, Éditions de l'Hexagone, coll. « Poésie », 2002, 90 p. (ISBN 2-89006-682-7 et 9782890066823).
- Paul-Marie Lapointe, L'Espace de vivre : poèmes 1968-2002, Montréal, Éditions de l'Hexagone, coll. « Rétrospectives », 2004, 634 p., 19 cm (ISBN 2-89006-724-6).
- Paul-Marie Lapointe, « ‘‘Petits poèmes animaux’’ », Études françaises, vol. 48, no 1,‎ 2012 (posthume), p. 21-45 (lire en ligne). Feuilles volantes issues d’un fonds privé de l’écrivain et recueillies par Gilles Lapointe.

## Honneurs
- 1971 : Prix Athanase-David, du ministère des Affaires culturelles du Québec[8],[9]
- 1971 : Prix du Gouverneur général pour Le Réel absolu[8]
- 1976 :  Prix de l'International Poetry Forum — à cette occasion, une traduction de D. G. Jones d'un choix de ses poèmes est publiée aux Presses de l'Université de Pittsburgh sous le titre de The Terror of the Snows[6]
- 1980 : Prix littéraire de La Presse[6]
- 1998 : Grand prix international de poésie de langue française Léopold-Sédar-Senghor[8]
- 1999 : Prix Gilles-Corbeil, de la Fondation Émile-Nelligan[8]
- 2001 : Doctorat honoris causa, de l'Université de Montréal[6]
- Membre d'honneur de l'Union des écrivaines et des écrivains québécois[10]